# فرانك تومسون (لاعب كرة قاعدة)
فرانك تومسون (بالإنجليزية: Frank Thompson)‏ هو لاعب كرة قاعدة أمريكي، ولد في 1852 في ماديرا في البرتغال، وتوفي في 30 أكتوبر 1925 في بروكلين في الولايات المتحدة.

## وصلات خارجية
- فرانك تومسون على موقعبيزبول رفرنس.كوم (الدوري الرئيسي) (الإنجليزية)